# Шуколово (Московская область)
Шу́колово — деревня в Дмитровском муниципальном округе Московской области. Бывший центр Парамоновского сельсовета. Население — 20 чел. (2010). 
До 2006 года Шуколово входило в состав Целеевского сельского округа. До 2018 года находилось в составе городского поселения Деденево. .

## Расположение
Деревня расположена в центральной части района, примерно в 10 км южнее Дмитрова, по левому берегу реки Икша, у впадения притока Икшанка, высота центра над уровнем моря 181 м. Ближайшие населённые пункты менее, чем в 1 км — Деденево на востоке, Данилиха на юге и Целеево на севере.

## История
В 1559 году в селе Шуколово Вышегородского стана упоминается церковь Успенская церковь Пречистой.
Упоминается в документах 1627 года, в связи с покупкой села боярином Даниилом Шокуровым. На средства И. Ф. Шокурова в 1701 году была построена новая кирпичная Успенская церковь. После ссылки здесь подолгу гостил в гостях у дочери, вышедшей замуж за Дмитрия Васильевича Молчанова, декабрист Сергей Волконский. Управлял имением Молчановых другой декабрист — Александр Поджио.
В 1913 году в селе Шуколово Ольговской волости Дмитровского уезда в 2-х верстах от станции Влахернская числился 21 двор.
После революции 1917 года село стало центром Шуколовского сельсовета. В 1958 году сельсовет был переименован в Целеевский.

## Уроженцы
- Тихонова, Юлия Дмитриевна (род. 1986) — белорусская лыжница, призёр этапа Кубка мира. Мастер спорта России.

## Население

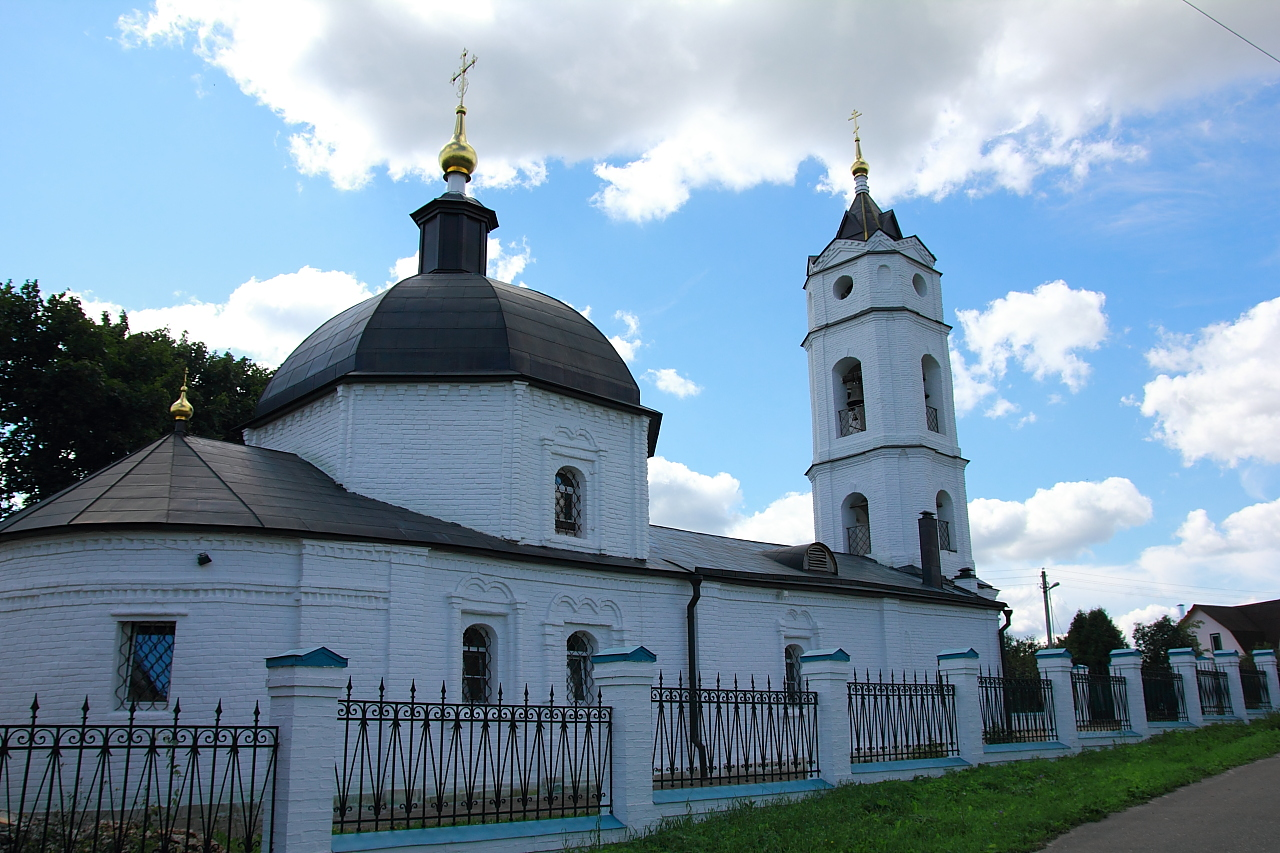
Церковь Успения Пресвятой Богородицы 1701-1702, село Шуколово

| 2002 | 2006 | 2010 |
| ---- | ---- | ---- |
| 48   | ↘35  | ↘20  |